# Chris Pazcal
Christopher Pazcal Ancira (Ciudad de México, México, 16 de mayo de 1993) o artísticamente conocido como Chris Pazcal, es un actor, escritor y director mexicano de cine y televisión conocido por sus trabajos en algunas telenovelas de Televisa y largometrajes extranjeros.

## Biografía
Pazcal nació el 16 de mayo de 1993 en México, descendiente de una dinastía de actores, directores y escritores, siendo hijo de la actriz Magda Karina, nieto de la directora Karina Duprez  y bisnieto de Magda Guzmán y Julián Duprez.
A lo largo de su trayectoria, Pascal inició su carrera en el mundo de la cinematografía desde el 2014, actuando en los largometrajes The Labyrinth of Minos, Escape y One Last Story; Behind the Silence fue su primera cinta en donde fungió como director y escritor.
Desde el 2018, incursiona en el mundo de la televisión, siendo la telenovela Y mañana será otro día su primer trabajo en la televisión, en dicha telenovela encarna a Pablo Yáñez, compartiendo créditos con Angélica Vale, Diego Olivera y Alejandra Barros; su abuela Karina Duprez, fue la directora de escena de la telenovela. Después, en 2019 siguió participando en otras producciones de Televisa, como en la segunda temporada de Por amar sin ley, en Cita a ciegas en el papel de César y como Gatillo en el reinicio de 2020 de Rubí.
A mediados de 2020 e inicios de 2021, participa estelarizando el episodio Amiga mía de Esta historia me suena como Darío y hace una participación especial en Fuego ardiente, en el personaje de David Arana. En 2021, confirmó su participación en la telenovela de Pedro Ortiz de Pinedo, Diseñando tu amor, donde dará vida a Ricardo Manríque, uno de los galanes de Gala Montes y villano principal en la historia.

## Filmografía

### Cine
| Año  | Título                            | Personaje / Cargo   | Nota             |
| ---- | --------------------------------- | ------------------- | ---------------- |
| 2014 | Subscribe                         | Christian           | Película para TV |
| 2014 | Labyrinth of Minos                | Theseus             | Cortometraje     |
| 2014 | Escape                            | Guardia             | Cortometraje     |
| 2015 | One Last Story                    | Capitán Orz         | Cortometraje     |
| 2015 | Behind the Silence                | Director y escritor | Cortometraje     |
| 2018 | Atrapados: una historia verdadera | Niko                | Largometraje     |

### Televisión
| Año  | Título                             | Personaje                    | Nota                        |
| ---- | ---------------------------------- | ---------------------------- | --------------------------- |
| 2018 | Y mañana será otro día             | Pablo Yáñez                  | Rol recurrente              |
| 2019 | Por amar sin ley                   | Erick Galván                 | Invitado especial (temp. 2) |
| 2019 | Cita a ciegas                      | César                        | Rol recurrente              |
| 2020 | Rubí                               | Gatillo                      | Rol recurrente              |
| 2020 | Esta historia me suena             | Darío                        | Ep.«Amiga mía»              |
| 2021 | Fuego ardiente                     | David Arana                  | Rol recurrente              |
| 2021 | Diseñando tu amor                  | Ricardo Manríque de Castro   | Rol principal               |
| 2022 | Mi secreto                         | Gabino Ocampo                | Rol principal               |
| 2024 | Fugitivas, en busca de la libertad | Darío Estrada                | Rol protagónico             |
| 2025 | Regalo de amor                     | Eugenio de la Vega Mondragón | Rol protagónico             |

### Teatro
| Año  | Título                      | Personaje | Dirección                    | Teatro                     |
| ---- | --------------------------- | --------- | ---------------------------- | -------------------------- |
| 2018 | Si mi amor, lo que tú digas | Miguel    | Sebastián Sánchez Amunátegui | Teatro Rafael Solana       |
| 2023 | Así de simple               | Joaquín   | Jorge Seleme                 | Teatro Centenario Coyoacán |